# Resolució 699 del Consell de Seguretat de les Nacions Unides
La Resolució 699 del Consell de Seguretat de les Nacions Unides, adoptada per unanimitat el 17 de juny de 1991 després de recordar la Resolució 687 (1991) i assenyalar l'informe del Secretari General de les Nacions Unides, va demanar que el Consell, actuant en virtut del Capítol VII, va confirmar que l'Agència Internacional de l'Energia Atòmica i la Comissió Especial de les Nacions Unides tenen l'autoritat d'emprendre inspeccions d'armes a Iraq i eliminar o fer inofensives les armes.,
El Consell va demanar al Secretari General que presentés un informe sobre el progrés de l'aplicació de la resolució actual, i també va demanar als Estats membres que prestessin tota la seva assistència perquè les activitats abans esmentades es duguin a terme amb eficàcia. Tanmateix, només els Estats Units van aportar 2 milions de dòlars EUA a la Comissió, una petita fracció del que es requeria. També va decidir que el Govern d'Iraq hauria de ser responsable dels costos de dur a terme les inspeccions, a causa de la seva recent invasió de Kuwait.